# Glaresis obscura
Glaresis obscura är en skalbaggsart som beskrevs av Rudolph Petrovitz 1968. Glaresis obscura ingår i släktet Glaresis och familjen Glaresidae. Inga underarter finns listade i Catalogue of Life.